# 高知県道278号弘岡下種崎線
高知県道278号弘岡下種崎線（こうちけんどう278ごう ひろおかしもたねざきせん）は、高知県高知市を通る一般県道である。 

## 概要
高知市春野町弘岡下から同市仁井田に至る。
全国でも珍しい海上ルートを持つ県道である。海上区間は種崎と長浜を結ぶ浦戸湾内を横断するルートとなる。この海上ルートは浦戸大橋の無料開放後に廃止される予定であったが、地元住民からの強い要望により存続が決定された。存続決定の理由としては歩行者や自転車しか利用手段がない交通弱者にとっては、浦戸大橋経由での移動は遠回りな上、体力的にも苦労を強いることになるので、その不便さからの回避のために存続を決定した。また、この渡船はかつては普通自動車を二台までを乗船させていたが、現在では自転車歩行者および125 cc以下の自動二輪車が乗船可能である。また、浦戸大橋無料開放前までは二隻で運行していたがコストの関係から現在では一隻での運行となっている。乗船料は無料である。
陸上ルートに関しては狭小な区間が点在しており、この狭小な区間に関しては大型車の離合（場所によっては普通自動車による離合）が困難な区間が存在する。特に高知市役所春野庁舎付近から種崎方面の春野区間は狭小区間の連続なので地元住民や路線バス以外はあまり通行しない。そのため交通量は比較的少なめである。

### 路線データ
- 起点：高知市春野町弘岡下（高知県道36号高知南環状線交点）
- 終点：高知市仁井田（高知県道35号桂浜宝永線）

## 路線状況

### 海上区間
- 高知市御畳瀬 - 高知市種崎

### 重複区間
- 高知県道36号高知南環状線（高知市長浜）
- 高知県道34号桂浜はりまや線旧道（高知市長浜）

### 道路施設

#### 橋梁
- 落山橋（芳原川、高知市）

## 地理

### 通過する自治体
- 高知県
  - 高知市

### 交差する道路
| 交差する道路                                                                         | 交差する場所 | 交差する場所 |
| ------------------------------------------------------------------------------------ | ------------ | ------------ |
| 高知県道36号高知南環状線                                                             | 春野町弘岡下 | 起点         |
| 高知県道37号高知春野線                                                               | 春野町西分   |              |
| 高知県道14号春野赤岡線                                                               | 長浜         | [ 注釈 1 ]   |
| 高知県道36号高知南環状線 重複区間起点                                                | 長浜         |              |
| 高知県道34号桂浜はりまや線 / 旧道 重複区間起点 高知県道36号高知南環状線 重複区間終点 | 長浜         |              |
| 高知県道34号桂浜はりまや線 / 旧道 重複区間終点                                       | 長浜         |              |
| 海上区間                                                                             |              |              |
| 高知県道35号桂浜宝永線                                                               | 仁井田       | 終点         |

### 沿線
- 高知市役所春野庁舎
- 高知市立春野中学校
- 西分郵便局
- 高知市立春野東小学校
- 千松公園
- 四国霊場三十三番札所雪蹊寺
- 種崎海水浴場